# 岡見如雪
岡見 如雪（おかみ なおゆき、1916年 - 2011年11月14日）は、日本の実業家、教育者。頌栄女子学院元理事長・校長、ウィンチェスター頌栄カレッジ創設者、三協日野ルノー代表取締役社長。

## 人物・経歴
1916年（大正5年）、岡見敬一の長男として生まれる。祖父は頌栄女子学院創設者の岡見清致。（祖父清致の叔父は、慶應義塾の基礎を造った岡見清熙。）
1939年（昭和14年）、立教大学経済学部卒業。在学中は、スキー部に所属し、1937年（昭和12年）の創部にも携わった。
大学卒業後、三井物産勤務を経て、三協日野ルノー代表取締役社長を務めた。
1962年（昭和37年）、頌栄高等女学校の理事長に就任。
1964年（昭和39年）、校名を現在の「頌栄女子学院中学校」と「頌栄女子学院高等学校」に改称し、キリスト教学校教育同盟にも加盟。
1982年（昭和57年）9月、英国のキング・アルフレッズ大学（現・ウィンチェスター大学）との合弁により、ウィンチェスター頌栄カレッジを創設（1981年、英国教育科学省により学校法人として認可、1982年9月開学。）
ウィンチェスター頌栄カレッジは、英国国教会ウィンチェスター大聖堂主教ジョン・テイラーの尽力もあり、世界で初めての合弁大学として設立された日本人女子学生のための2年制のカレッジである。2年間の所定のコースを修了すると、2年間の学士課程に進むことができ、ウィンチェスター大学の学位を取得することができる。
如雪の長男・岡見清明は、頌栄女子学院中学校・高等学校理事長、校長および、ウィンチェスター頌栄カレッジ理事長を務めている。